# 柔軟剤 (食品添加物)
柔軟剤 (じゅうなんざい)とは肉などの食品に使用して柔らかくする食品添加物である。
安い屑肉などは食感が固く美味しくないため、これに柔軟剤を加えて柔らかくすることが行われている。
パイナップルやタマネギなどに肉を漬け込んで柔らかくする調理法も柔軟剤を使用することと同様である。
これと同じことを化学薬品を使用して簡易に行うための薬品が柔軟剤である。
主成分はパパインなどの蛋白質分解酵素だと言われている。